# Ottavio Rossi

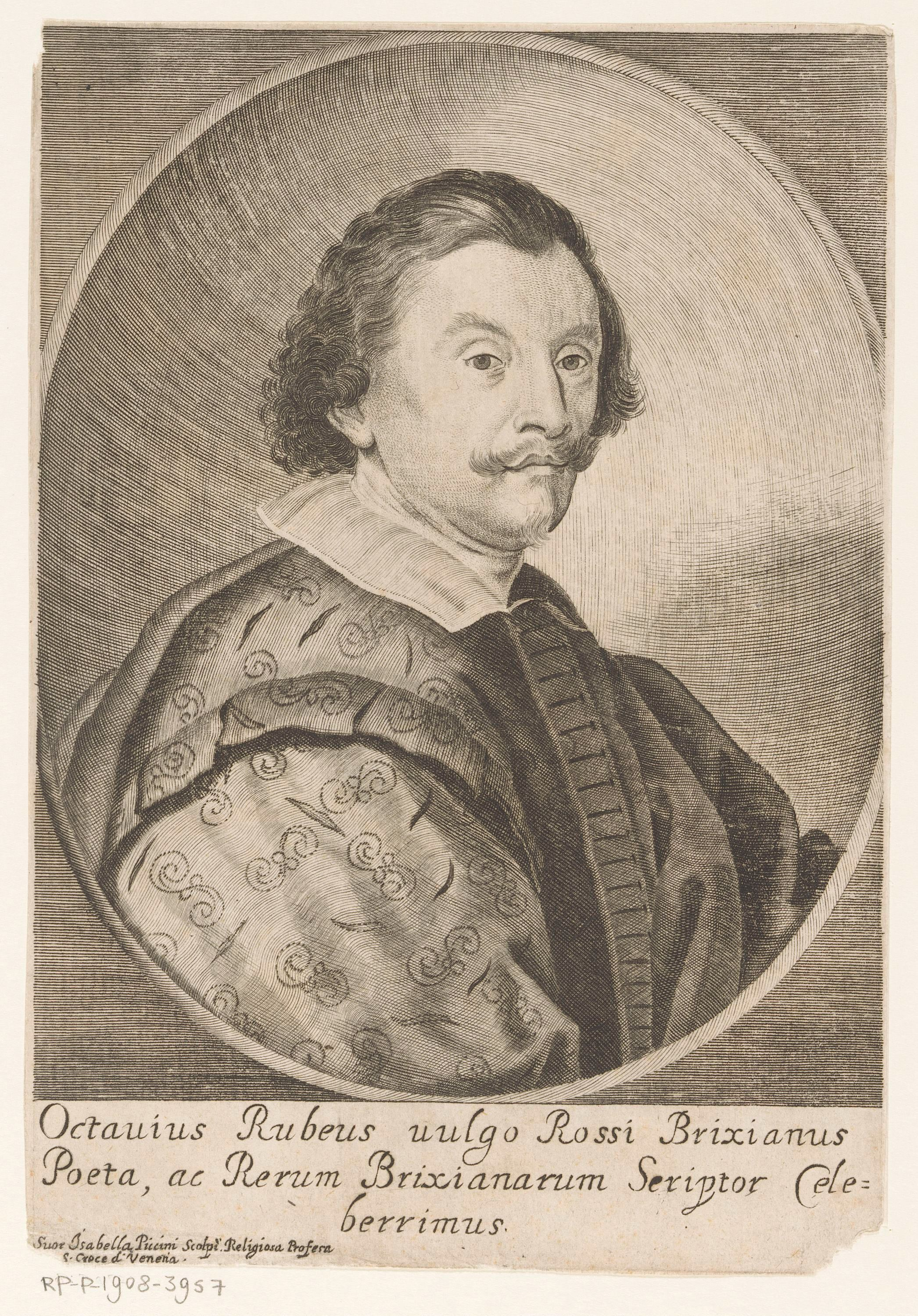
Ottavio Rossi.

Ottavio Rossi (Brescia, 1570 - Brescia, 1630) fue un poeta, erudito y arqueólogo italiano. De profunda formación humanística, se doctoró en filosofía en la Universidad de Padua, y hacia 1600-1608 estuvo en Roma, donde entró en contacto con los cardenales Roberto Bellarmino y Cesare Baronio. Interesado en el estudio de las antigüedades, publicó unas Memorie Bresciane (1616), documentando inscripciones antiguas, aunque muchas de ellas de dudosa credibilidad. Como poeta se acreditó como un artificioso seguidor de las tendencias más barrocas. Recogió noticias sobre personalidades históricas de su ciudad natal en Elogi istorici di Bresciani illustri, de 1620. Falleció de la epidemia de peste del año 1630.

## Obra selecta
- Rime amorose, lugubri, eroïche, morali, sacre et varie, Brescia, 1612.
- Memorie Bresciane, opera historica et simbolica, ibid., 1616.
- La Crocetta pretiosa e l’orofiamma glorioso della città di Brescia, ibid., 1619.
- Elogi istorici de’ Bresciani illustri, ibid., 1620.